# Edwin Holgate

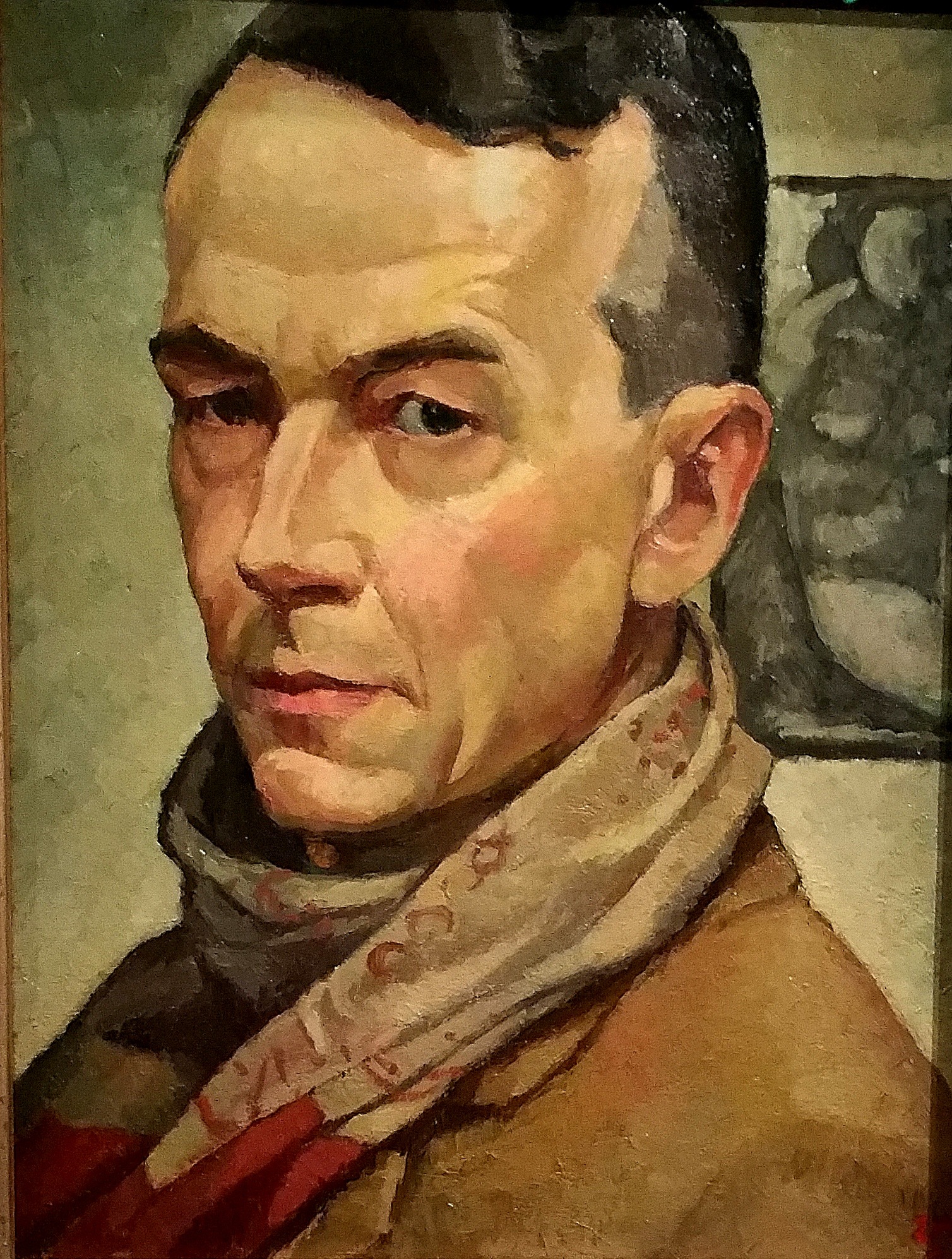
Selbstporträt von Edwin Holgate, 1934. Montreal Museum of Fine Arts

Edwin Headley Holgate (* 19. August 1892 in Allandale, Ontario, Kanada; † 21. Mai 1977 in Montreal) war ein kanadischer Zeichner, Porträtist, Landschafts- und Figurenmaler, Grafiker, Buchillustrator, Wandmaler, Kriegskünstler und Kunstpädagoge, der eine wichtige Rolle in der Entwicklung der modernen kanadischen Kunst spielte.

## Leben
Edwin Holgate wurde 1892 in Allandale, Ontario, geboren. 1895 zog die Familie Holgate nach Jamaika, wo Edwins Vater als Ingenieur arbeitete. Um 1897 kehrte Edwin zum Studium nach Toronto zurück, und 1901 ließen sich die Holgates in Montréal nieder. Um 1905 wurde Edwin Holgate Teilzeitstudent an der Art Association of Montreal bei William Brymner und nahm um 1910 an einem Sommerkurs bei Maurice Cullen teil. Während einer Reise nach Paris 1912 schrieb er sich an der Académie de la Grande Chaumière ein. Er bereiste auch die Ukraine und Japan.
Nach der ersten Ausstellung der Group of Seven im März 1920 gründeten junge unabhängige Künstler aus Montreal, darunter Mabel May, Randolph Hewton und Lilias Torrance, die Beaver Hall Group. Edwin Holgate war eine Schlüsselfigur bei der Gründung dieser Gruppe, heiratete aber kurz darauf Frances Rittenhouse und zog mit ihr nach Paris. Dort studierte er bei Adolf Milman, einem Maler, der einer Gruppe junger progressiver russischer Emigranten angehörte und den Holgate als den einzigen Lehrer bezeichnete, der ihm jemals etwas beigebracht hatte.
Als Lehrer für Druckgrafik an der École des beaux-arts de Montréal von 1928 bis 1934 unterrichtete er unter anderem Paul-Emile Borduas und Jean Paul Lemieux. Edwin Holgate wurde um 1930 zur Group of Seven eingeladen und spielte außerdem eine wichtige Rolle bei der Gründung der Canadian Group of Painters, der Nachfolgeorganisation der 1931 aufgelösten Group of Seven. Er war ein Bindeglied zwischen den englisch- und französischsprachigen Künstlergemeinschaften Kanadas. In den 1940er Jahren zog sich Holgate in die Laurentian Mountains zurück, wo er weiterhin figurative Kunst schuf, ohne jedoch den neueren Kunstströmungen zu folgen. Später kehrte er aus gesundheitlichen Gründen nach Montreal zurück, wo er 1977 starb. Die National Gallery of Canada würdigte sein Werk 1975 mit einer Retrospektive.

## Werk
Edwin Holgate war vor allem als Porträtist und für seine weiblichen Aktdarstellungen in der freien Natur bekannt. Zu den wichtigsten Werken des Künstlers gehören seine Holzschnitte. Obwohl ihre Zahl bescheiden ist – Edwin Holgate schuf etwas mehr als sechzig, fast alle in den zehn Jahren nach 1922 –, sind sie herausragende Beispiele für die Renaissance des Holzschnitts zu Beginn des 20. Jahrhunderts. Heute gilt Edwin Holgate als einer der besten Druckgrafiker Kanadas. Die Motive einiger seiner bekanntesten Holzschnitte fangen auch jene Momente der kanadischen Geschichte ein, die heute als verstörend empfunden werden: die Ausrottung der Ureinwohner und die Versuche, die Völker der First Nations unter dem Dach des kanadischen Nationalismus zu assimilieren.